# Max Fleischer
Max Fleischer (Krakov, Poljska; 19. srpnja 1883. – Los Angeles, SAD; 11. rujna 1972.), američki animator, redatelj i producent austrijsko-židovskog podrijetla.
Poznat je kao jedan od pionira i inovatora filmske animacije, kao i tvorac popularnih serija animiranih filmova u međuratnom periodu.

## Vanjske poveznice
- Fleischer/ Max Fleischer u internetskoj bazi filmova IMDb-u

- Max i Dave Fleischer na enciklopedija.hr